# Sophronica carbonaria
Sophronica carbonaria är en skalbaggsart som beskrevs av Francis Polkinghorne Pascoe 1864. Sophronica carbonaria ingår i släktet Sophronica och familjen långhorningar. Inga underarter finns listade i Catalogue of Life.